# Mossviol
Mossviol (Viola epipsila) är en art i familjen violväxter. Den liknar mycket kärrviol och växer i ungefär samma naturtyper, våtmark. Mossviol är något större än kärrviol. Ett kännetecken som skiljer den från kärrviol är att högbladen sitter nära blomman, snarare än på mitten av blomstjälken. 